# Ipomoea echinocalyx
Ipomoea echinocalyx är en vindeväxtart som beskrevs av Carl Daniel Friedrich Meisner. Ipomoea echinocalyx ingår i släktet praktvindor, och familjen vindeväxter. Inga underarter finns listade i Catalogue of Life.